# Темпера

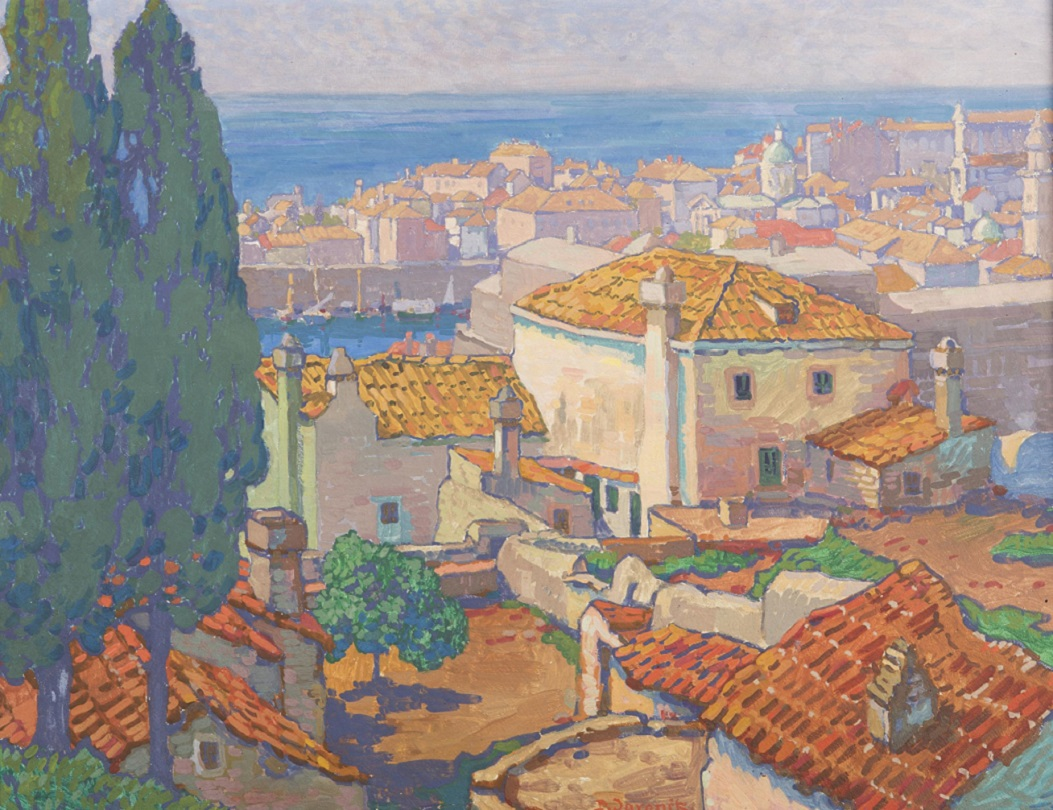
Богумир Яронек, «Дубровник», картина темперою, 1910 р.

Те́мпера (італ. tempera, від temperare — змішувати в належній пропорції, змінювати, стримуватися) — фарби, що готуються на основі сухих порошкових мінеральних пігментів і (або) їхніх синтетичних аналогів. Сполучною речовиною темперних фарб слугують емульсії — розведений водою жовток цільного курячого яйця, сік рослин тощо.

## Склад

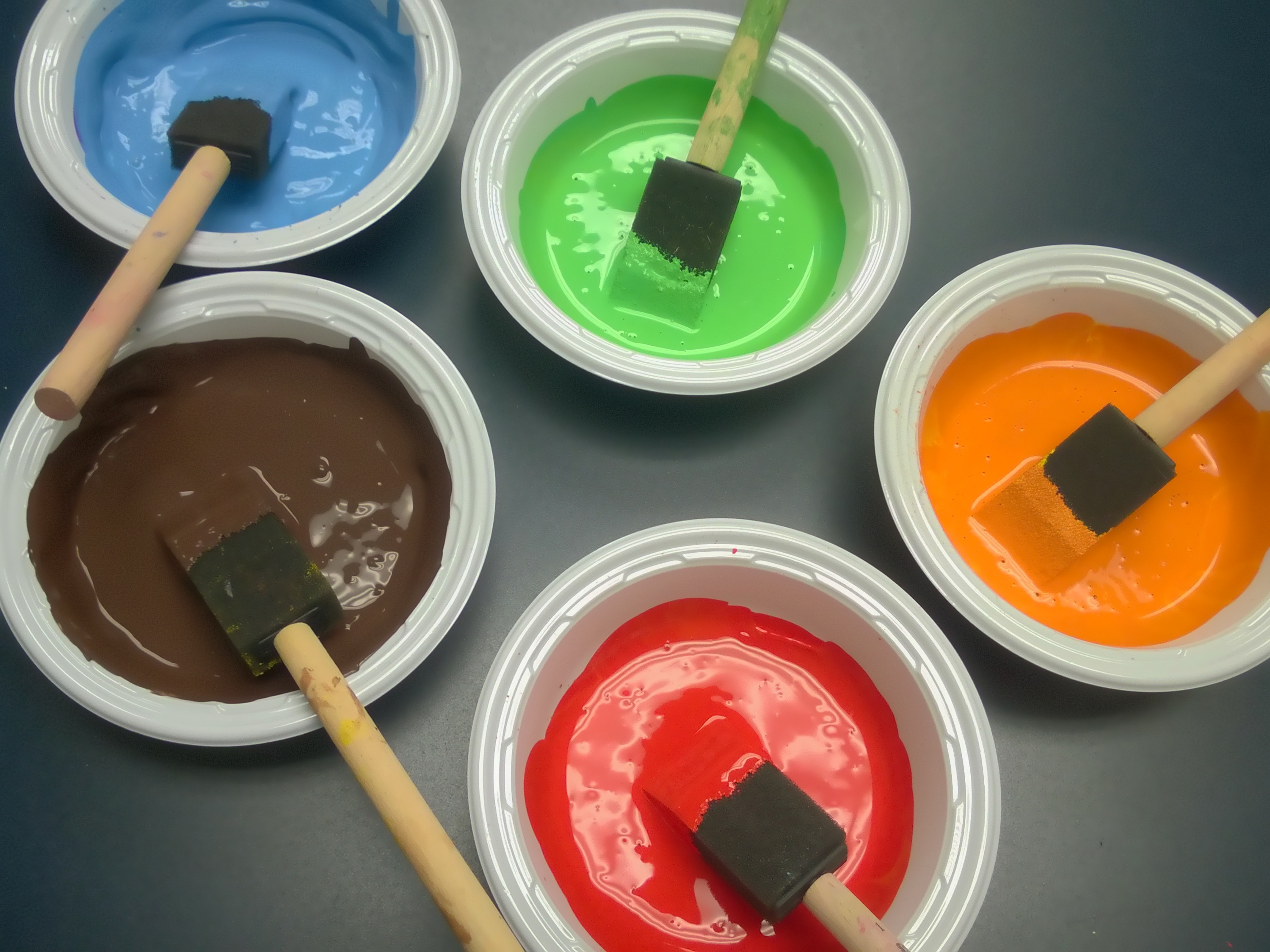
Темпера різних кольорів

Темпера складається з пігмента та емульсії води, яєчних жовтків або цілих яєць. Іноді до її складу входять клей, мед, молоко, ґлей. Яєчний жовток, який входить до складу темпери, містить ненасичені жирні кислоти, що полімеризуються під дією кисню, утворюючи нерозчинну водою плівку.
Темпера швидко висихає, утворюючи гладке матове покриття. Ця фарба довговічна, не втрачає колірних якостей з часом. Її головні недоліки полягають у необхідності нанесення тонкими шарами, та неможливості досягти такої насиченості кольорів, як з олійними фарбами.

## Техніка виконання
Малюнки темперою зазвичай виконуються на дерев'яній дошці, обклеєній полотном і лише зрідка на окремому полотні чи металі. Основа покривається левкасом — сумішшю гіпсу чи крейди з клеєм. По левкасу може виконуватися різьблення чи позолота, зокрема при іконописі. Зверху наноситься фарба, що вкривається захисним шаром оліфи чи олійного лаку, або білка курячого яйця. 

## Історія
Темперні фарби — одні з найдавніших. До винайдення та поширення олійних фарб темперні фарби були основним матеріалом станкового живопису, замінивши енкавстику — техніку малювання, в якій сполучною речовиною для фарб є віск.
Ймовірно, темперу винайшли за античності. Не збереглося жодного малюнка темперої часів класичної античності, проте відомі численні давньоєгипетські роботи темперою. Зокрема це портрети фаюмських мумій, датовані близько 50 року до н. е. — 250 року н. е. Темпера була популярна в римському мистецтві. Найкращим із збережених прикладів є портрет римського імператора Септимія Севера з родиною, що датується близько 200 роком н. е.
Темперні фарби були основними у станковому живописі візантійських майстрів. Тут метод темпери поступово витіснив енкавстику, поширився в іконописі та ілюструванні релігійних книг. Книжковий живопис темперою процвітав у Ірландії та Західній Європі раннього середньовіччя. З Візантії темперний іконопис поширився в Києві, Новгороді та Москві. Відомі представники: Феофан Грек — константинопольський художник, який заснував новгородську школу іконопису; його учень Андрій Рубльов; і Діонісій.
У Європі XIII—XVI ст. темпера активно використовувалася, але стала втрачати популярність спочатку серед фламандських художників початку XV ст., тоді як італійські художники продовжували використовувати її до початку періоду початку XVI ст. У живописі Високого Відродження художники нерідко використовували поєднання темпери й олії, наносячи олію поверх темпери.
Темперний живопис отримав обмежене відродження на початку XIX ст. у таких митців, як Вільям Блейк і таких груп, як назарейці та прерафаеліти. До нього пізніше вдавалися Едвард Мунк, Джорджо де Кіріко, Отто Дікс. Темперний живопис продовжує використовуватися в Східній і Південній Європі для іконопису.

## Галерея

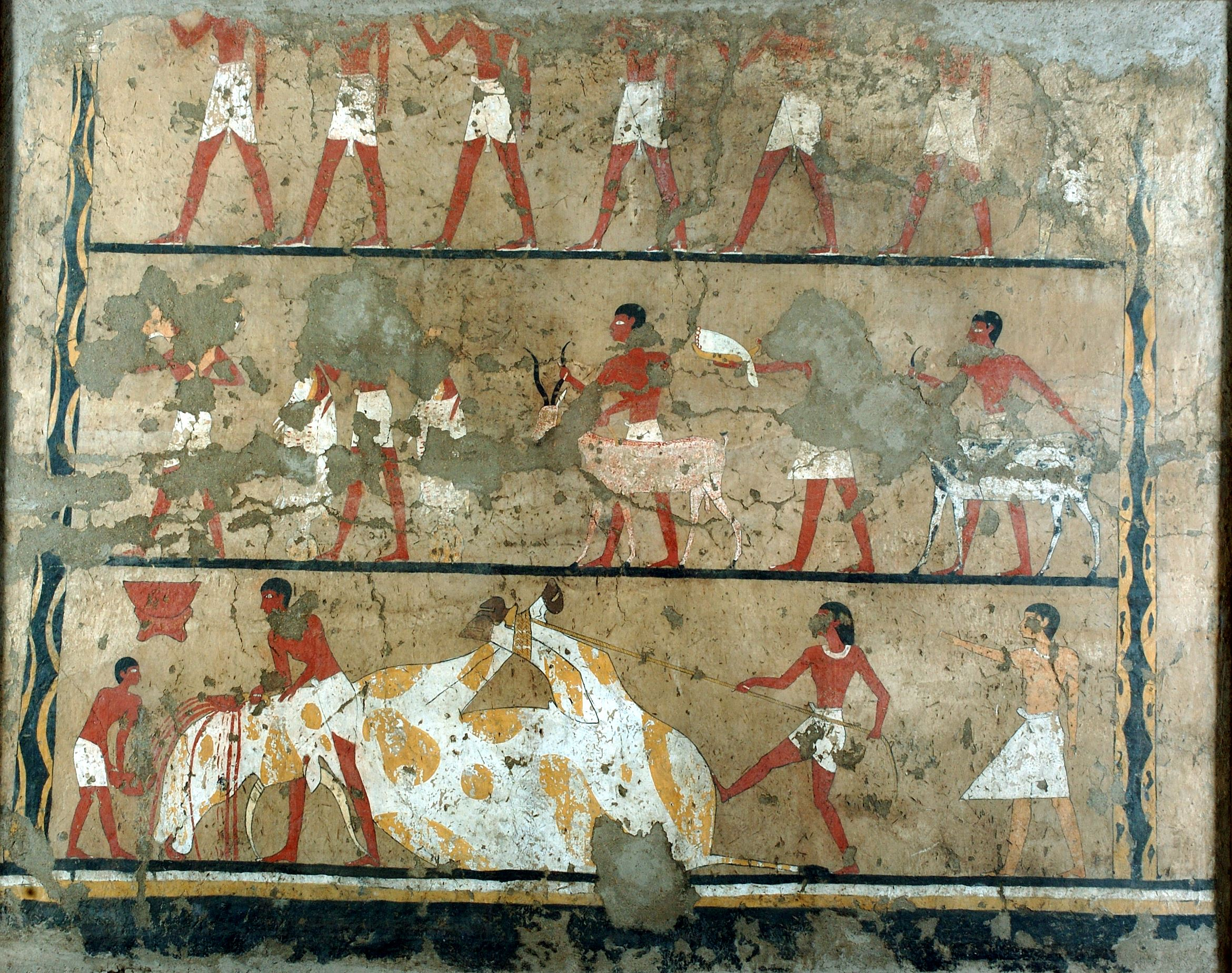
Давньоєгипетський малюнок темперою на стіні, між 2118 та 1980 рр. до н. е.
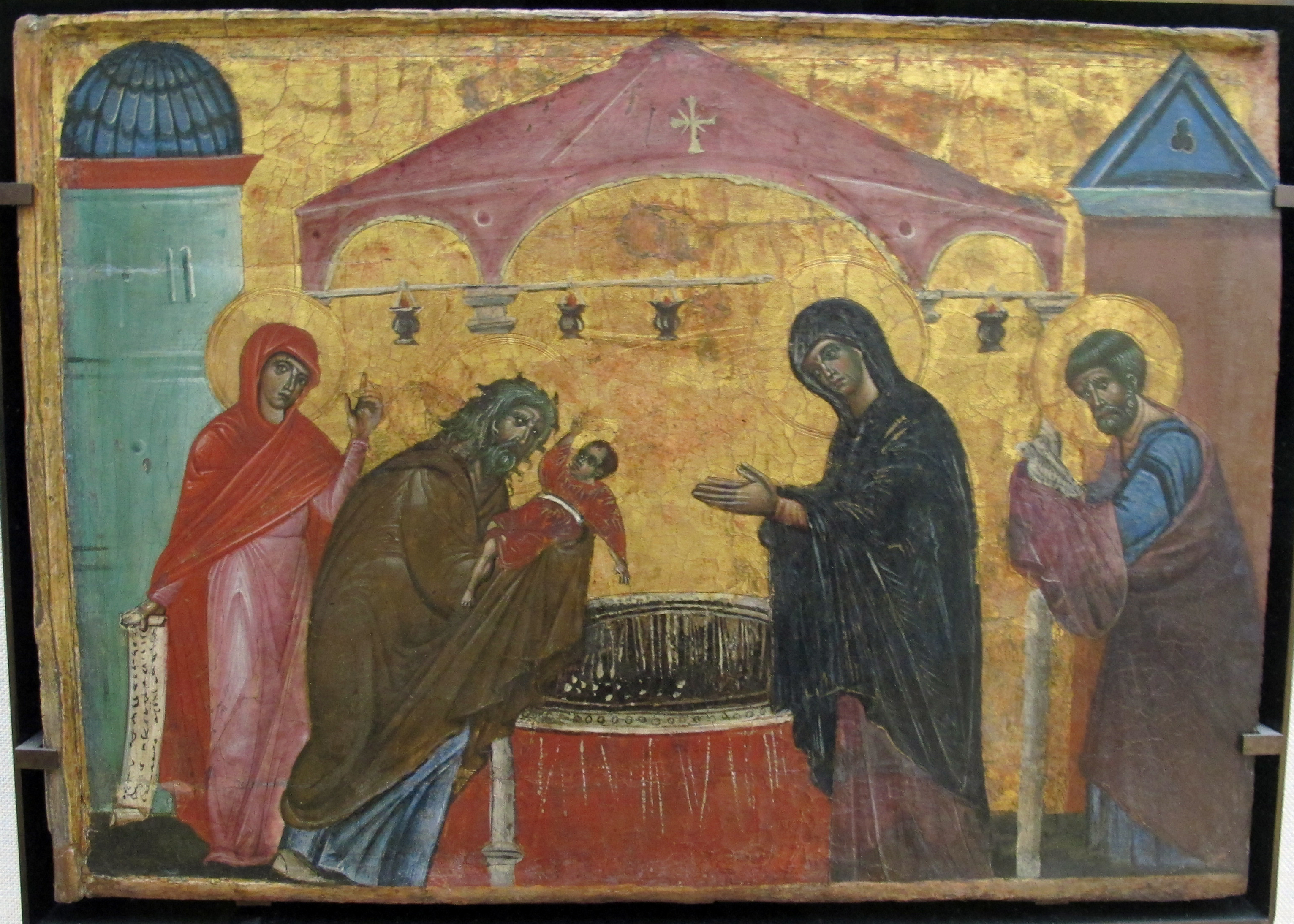
Гвідо да Сієна, «Введення Ісуса до храму», 1270-ті роки
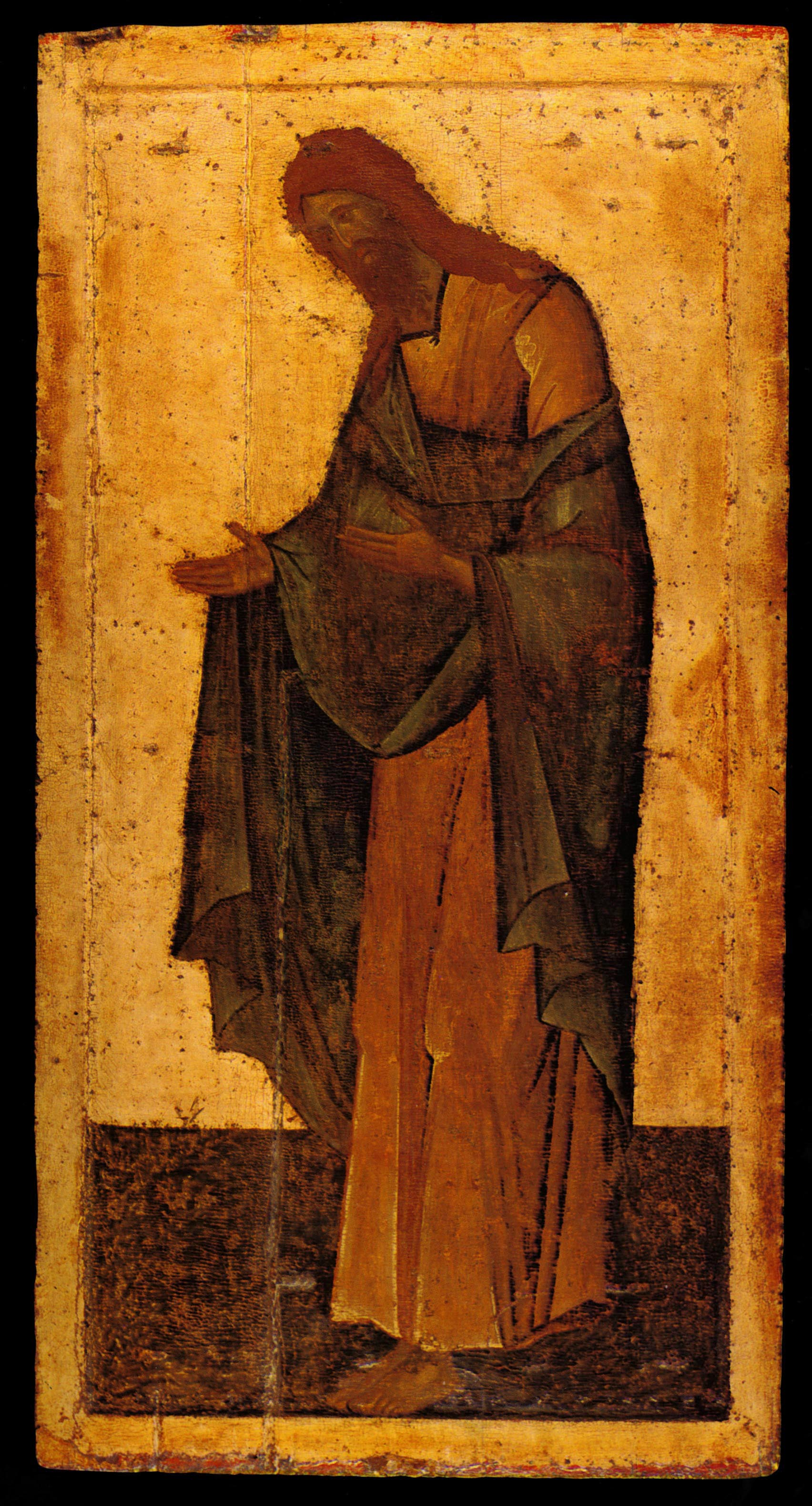
Феофан Грек, «Іван Хреститель», між 1375 та 1415 рр.
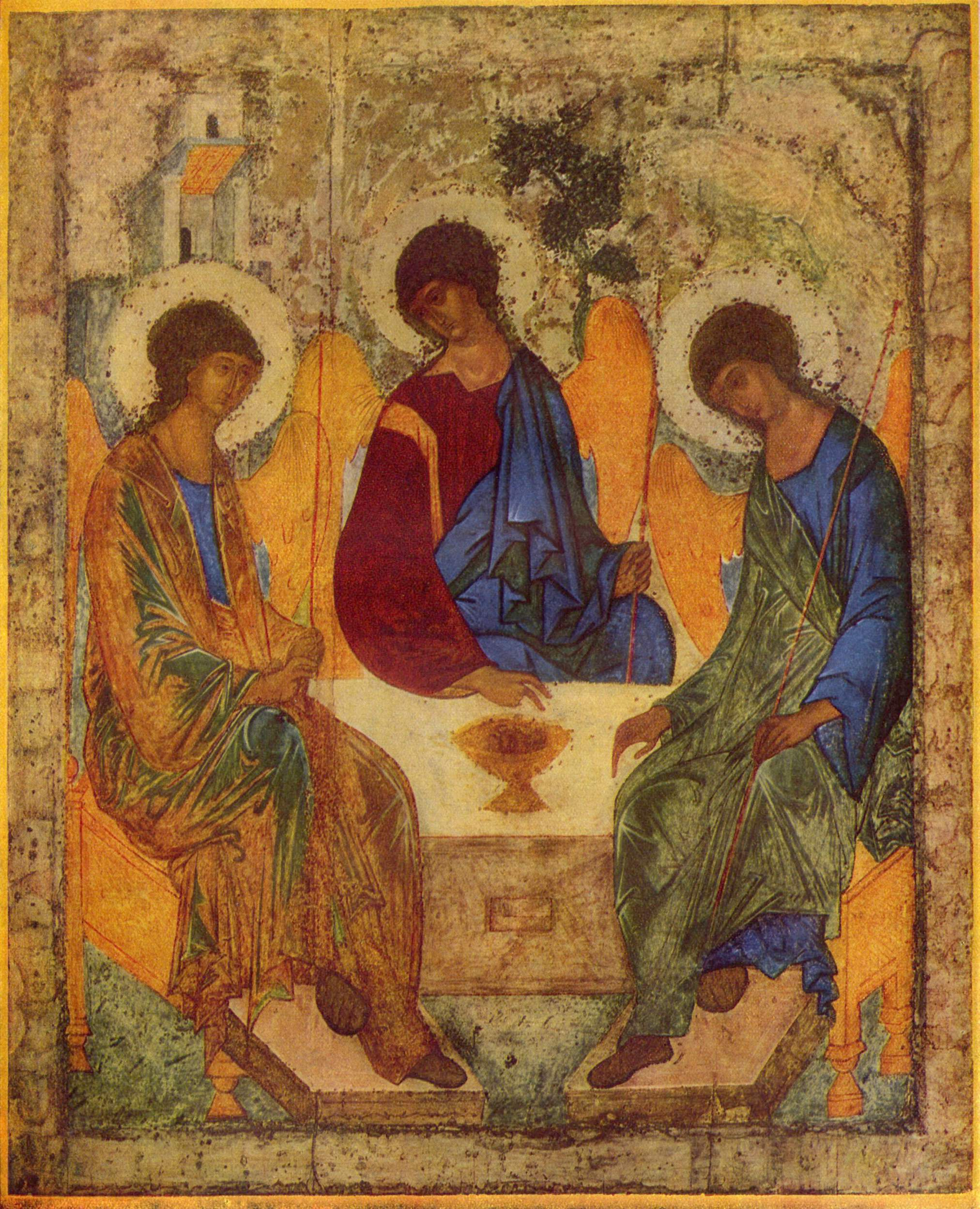
Андрій Рубльов, «Трійця», близько 1400 р.
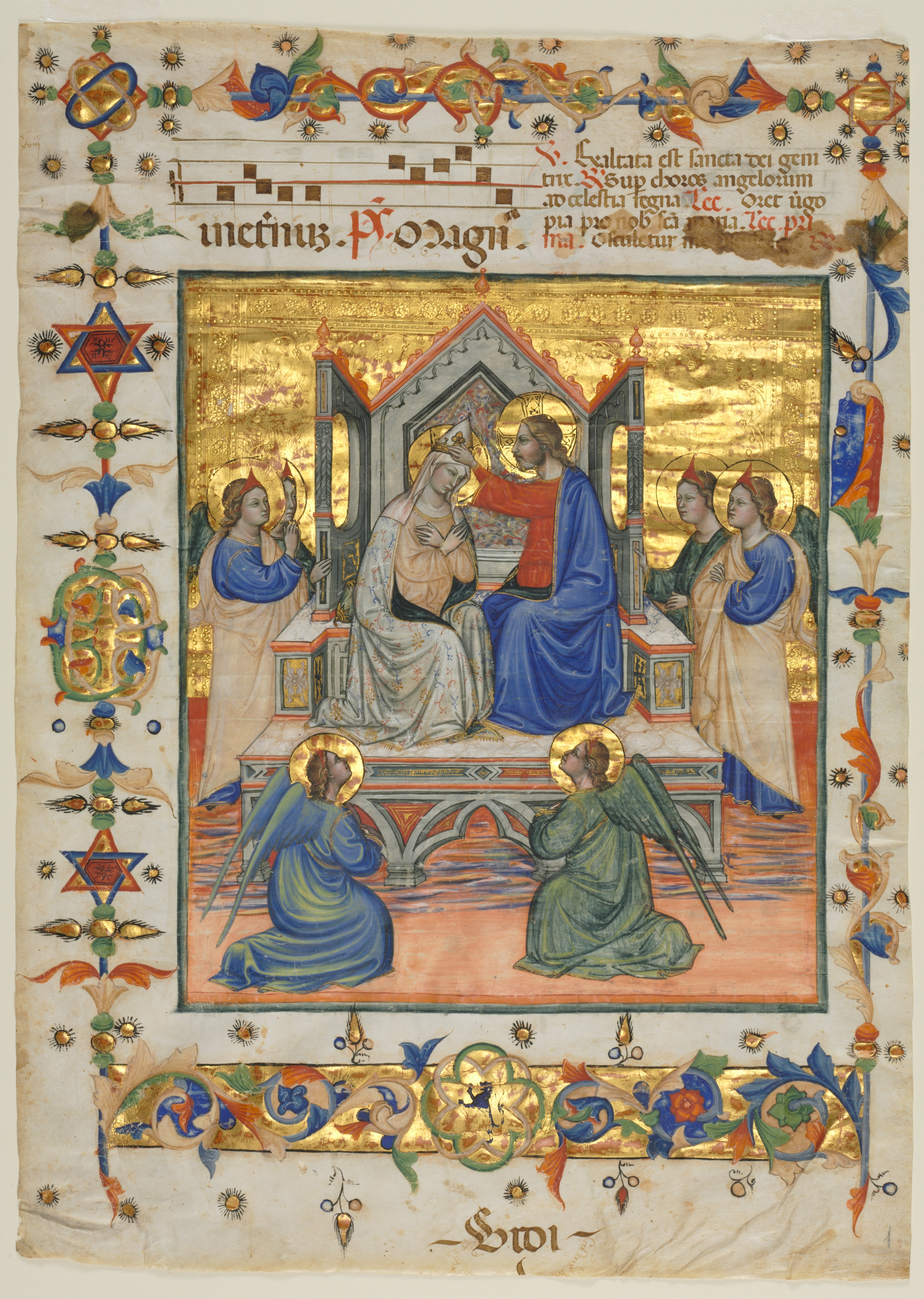
«Коронація Діви», ілюстрація до рукопису, початок XV ст.
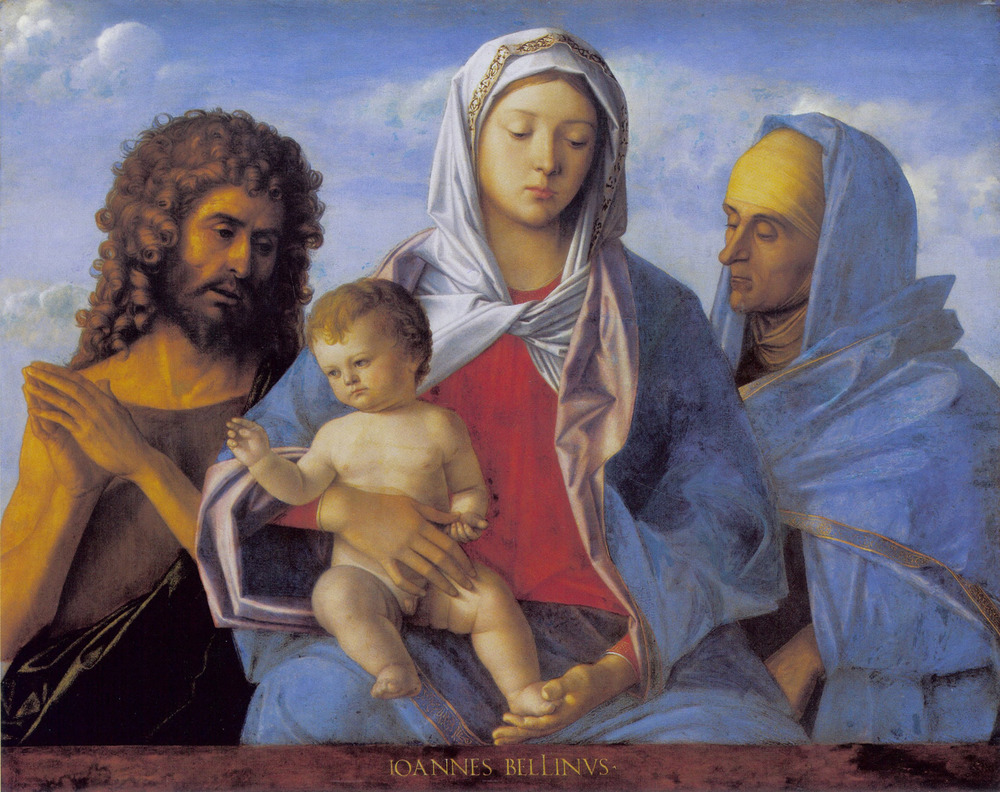
Джованні Белліні, «Свята бесіда Джованеллі», між 1490 та 1500 рр.
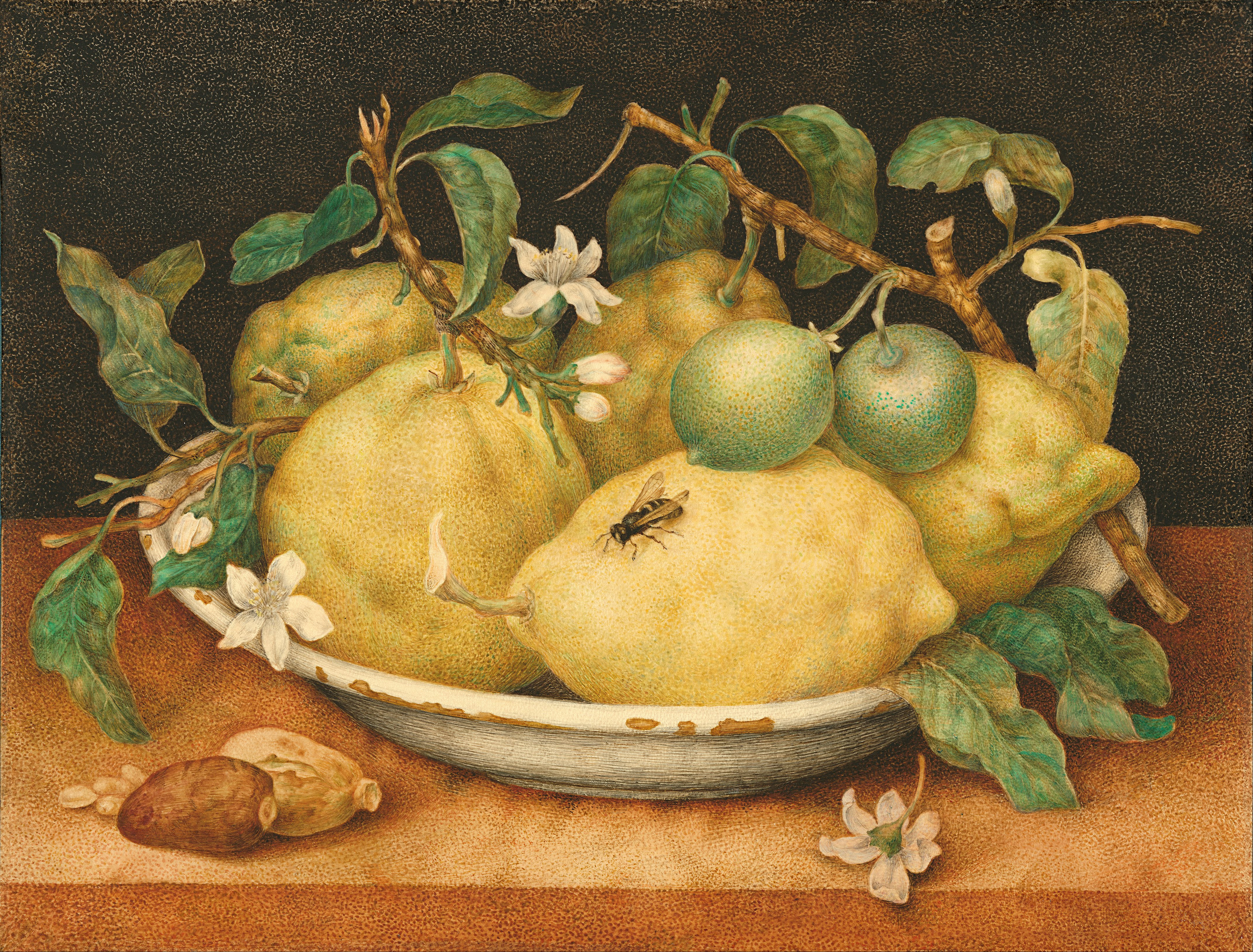
Джованна Гарцоні, «Натюрморт із мискою та лимонами», кінець 1640-х років
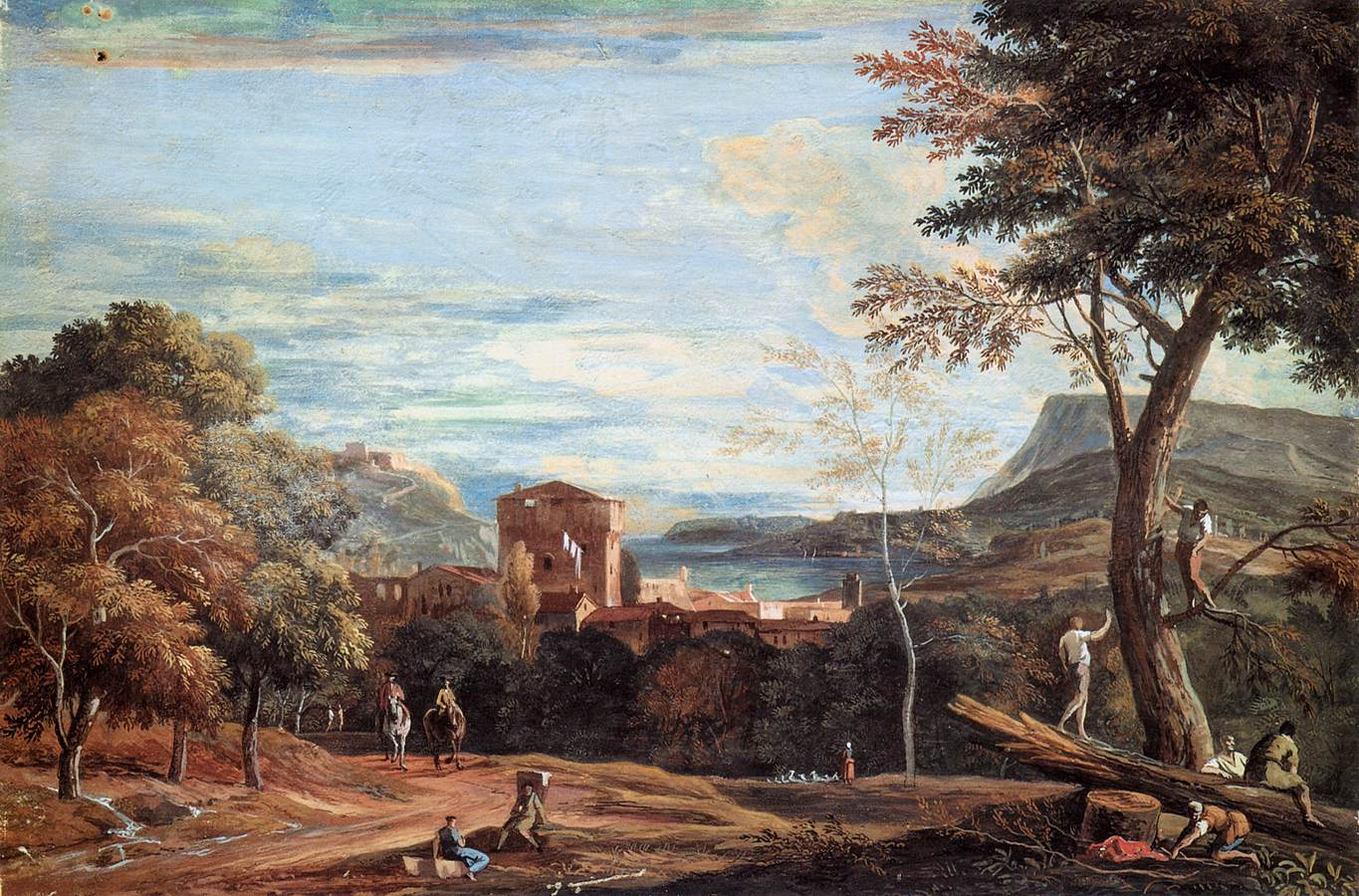
Марко Річчі, «Пейзаж із дроворубами та двома вершниками», 1720-ті роки
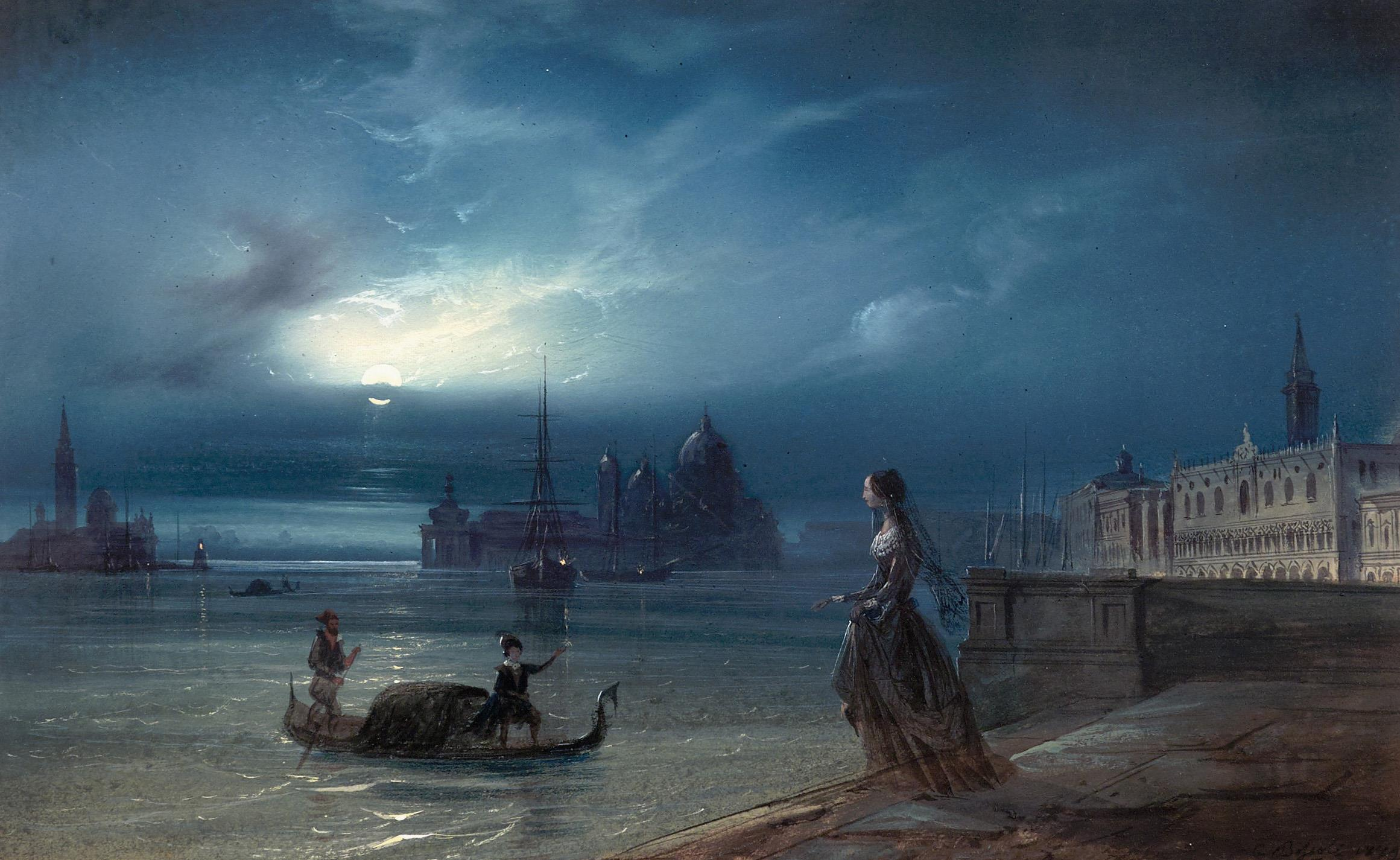
Карло Боссолі, «Чекаю на нього, Венеціє», 1849 р.
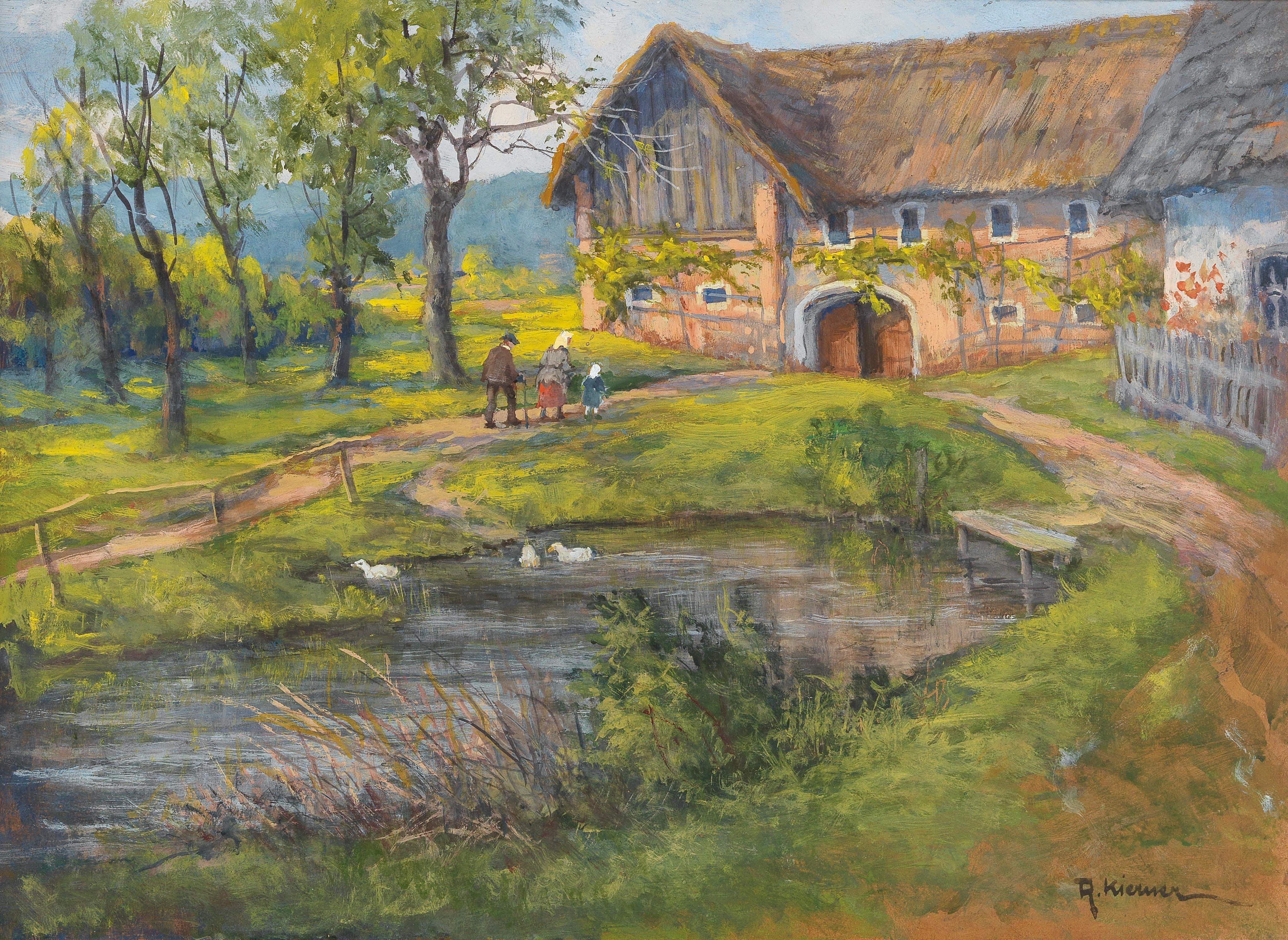
Рудольф Кірнер, «Ферма і качиний ставок», до 1941 р
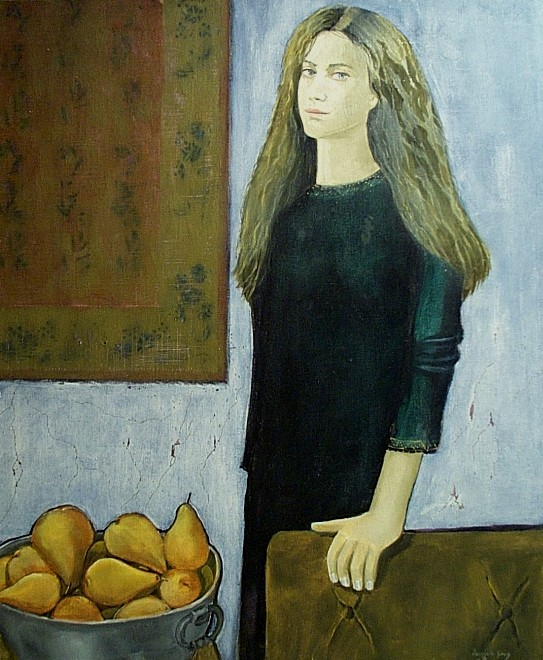
Реджинальд Ґрей, «Дівчина з Челсі», 2010 р.